# エターナル・ティアーズ・オヴ・ソロウ
エターナル・ティアーズ・オヴ・ソロウ（Eternal Tears of Sorrow）は、フィンランドのメロディックデスメタルバンドである。EToSと略されることもある。また、シンフォニックデスメタルにカテゴライズされることもある。
エターナル・ティアーズ・オヴ・ソロウとしての活動は、1994年からであるが、前身バンドを含めると結成は1991年になる。1994年以前は、アンドロメダ (Andromeda) (1991年 - 1992年)、モシントン・D.C. (Moshington D.C.) (1993年 - 1994年)というバンド名であった。

## 略歴
1991年にフィンランドオウル州プダスヤルヴィで、アルッティ・ヴェテレイネン (G)とヤルモ・プオラカナホ (G、Vo)によって結成されたアンドロメダ (Andromeda)がバンドの前身である。1992年5月に1stデモテープ『The Fourth Dimension』をリリース。ドラムマシンを使用していた。同年8月に、ミッコ・コムライネン (Vo)、オッリ＝ペッカ・トッロ (G)、ペトリ・サンカラ (Ds)が加入しバンド体制が整う。この加入に際し、アルッティ・ヴェテレイネンがベースに担当を変え、ヤルモ・プオラカナホはギター専任となった。しかし、同年中に使用していたリハーサルスタジオが火災により焼失してしまう。この焼失で、バンドのモチベーションが落ち、活動停止状態(事実上の解散)となる。アンドロメダ時代はスラッシュメタル志向の音楽を演奏していた。
活動停止中の1993年に、ペトリ・サンカラが所属していたアンセスター（Ancestor、カルマの前身）にアルッティ・ヴェテレイネンがベーシストとして加入する。しかし、程なくして、アンセスターは中心メンバーのペッカ・コッコとペトリ・サンカラの兵役によって活動を停止する。これを受けて、アンドロメダ時代のメンバー、アルッティ・ヴェテレイネン (Vo, B)、ヤルモ・プオラカナホ (G)、オッリ＝ペッカ・トッロ (G)の3人でモシントン・D.C. (Moshington D.C.)というバンドを結成する。音楽性をスラッシュメタルからデスメタルへと変更する。ドラマーはおらず、ドラムマシンを用いて活動を行うこととなった。また、ライヴでは、セッションドラマーを起用することもあった。同年中にデモテープ『Beyond the Fantasy』をリリース。
1994年、バンド名をエターナル・ティアーズ・オヴ・ソロウ (Eternal Tears of Sorrow)に変更。変更後、ヤルモ・プオラカナホとオッリ＝ペッカ・トッロがキーボードを兼任するようになった。同年中にデモテープ『The Seven Goddesses of Frost』および『Bards Burial』リリースする。しかし、メンバーの年齢が近かったため、全員が順々に兵役に就くため活動できなくなり、活動を停止する。1996年5月に一番遅く兵役に就いたオッリ＝ペッカ・トッロが兵役を終え復帰し活動を再開する。活動停止中に前述の2本のデモテープがバンドの評判を上げることとなり、活動再開から短期間でレーベル契約の話が舞い込む。スウェーデンのインディーズレコードレーベルのX＝トリーム・レコードと契約を結び、同年7月 から1stアルバムのレコーディングに入る。曲の収録自体はすぐに終わったものの、アルバムリリースはかなり遅れ、1stアルバム『Sinner's Serenade』は1997年9月にリリースされた。同アルバムは全11曲であったが、内8曲は新たに録音されたものであったが、残り3曲はデモテープ『Bards Burial』の楽曲をリミックスしたものであった。
1stアルバムリリース後、レーベルのサポート面を理由に、自国のスパインファーム・レコードに移籍。1998年11月に2ndアルバム『Vilda Mannu』をリリース。リリース後、ミニ・ツアーを行っている。ツアー後の1999年2月、オッリ＝ペッカ・トッロが学業専念を理由に脱退した。この脱退を受けて、アンティ＝マッティ・タラーラ (G)とパシ・ヒルトゥラ (Key)、ペトリ・サンカラ (Ds)が加入し、通常のバンド体制へと移行する。2000年に3rdアルバム『Chaotic Beauty』をリリース。このアルバムで、キングレコードから日本デビューを果たす。同アルバムには、シナジー等で活動するキンバリー・ゴスがゲストボーカルで参加していた。リリース後、ナイトウィッシュと1ヶ月に及ぶツアーをフィンランド国内で敢行している。その後、アンティ＝マッティ・タラーラが脱退しアンティ・コッコ (G)が加入する。この時点で、ヤルモ・プオラカナホ以外のメンバーが、エターナル・ティアーズ・オヴ・ソロウとカルマを掛け持ちしていた。
2001年に4thアルバム『A Virgin and a Whore』をリリース。2002年、ライヴツアーの疲れを理由に、再び活動停止状態に陥る。この活動停止を期に、アンティ・コッコとパシ・ヒルトゥラがバンドを離れた。
2005年、リスト・ルース (G)、タロットのヤンネ・トルサ (Key)が加入して活動を再開する。2006年に5thアルバム『Before the Bleeding Sun』をリリース。同アルバムから、日本ではアヴァロン・レーベルから日本盤がリリースされるようになった。同年末には約6年半ぶりとなるライヴをアモルフィスやポイズンブラックと共に敢行した。このライヴには足首のけがでペトリ・サンカラが、タロットのヨーロッパツアーでヤンネ・トルサが参加できず、トゥオモ・ライカリ (Ds)とヴェリ＝マッティ・カナネン (Key)がセッションで参加した。その後、スパインファーム・レコードを離れ、フィンランドの新興レーベルのKHY・スオメン・ムジーッキに移籍した。2008年10月、6thアルバムレコーディング中に、クリーンボーカル担当として5thアルバムでもゲスト参加していたヤルモ・クルマネン (Clean Vo)が加入した。12月には、背中の痛みにより満足な演奏ができなくなったことからペトリ・サンカラが脱退し、新たにユホ・ラーッパナ (Ds)が加入した。結局、アルバム収録曲3曲をペトリ・サンカラが、残りの6曲をユホ・ラーッパナが担当した。更にレコーディング後、2009年2月にリスト・ルースが脱退し、少しおいてミカ・ランマサーリ (G)が加入した。
2009年5月に、6thアルバム『Children of the Dark Waters』をリリースした。同年には、ビフォア・ザ・ドーンとロシアでライブを数本こなしている。翌2010年には、ドイツ・ハンブルクで開催されたMetal Breed Festival 2010に参加。アーチ・エネミー、キープ・オヴ・カレシンらと共演した。2013年、7thアルバム『Saivon Lapsi』をリリース。
2016年8月に日本での初来日公演が追加公演を含む大阪、東京での3会場で実現。なお、メンバーであるヤンネ・トルサ(Key)は、この初来日公演には不参加の為、5名体制でのライブとなった。日本ツアーの後、活動が停滞。2018年にリードギタリストのミカ・ランマサーリが脱退し、前リードギタリストのリスト・ルース (Lead G)が復帰した。2019年からは、曲作りに専念したものの「悪くはない（not bad）」ものの十分ではない楽曲ばかりになってしまったという。このため、バンドのモチベーションが徐々に低下し、2024年5月に公式Facebookで活動休止が発表された。
その後活動再開することなく、2025年2月1日に解散が発表された。メンバー間にわだかまりはなく、全員の合意の上で解散することになったという。解散発表の中でバンドは、初めてのツアーである2000年のナイトウィッシュおよびシナジーとのツアーと、最後のツアーとなった2016年の日本ツアーが特別な思い出であると述べている。バンドは解散するが、2026年秋から2年間、オウルで開催予定のオウル周辺地域のヘヴィメタルバンドに関する展覧会で、エターナル・ティアーズ・オヴ・ソロウが取り上げられ、特集されることも発表された。また解散後、ヴェテレイネンは自身のゴシックメタルバンドで活動を続け、2025年下半期に2ndアルバムをリリース予定であり、プオラカナホは新しいメロディックデスメタルバンドを結成し、2026年にデビューアルバムをリリースする予定とのこと。

## その他
- 1stアルバムから、主にフィンランドラッピ県ケミにあるティコ＝ティコ・スタジオでのレコーディングを行っており、エンジニアにはアティ・コルテライネンが起用されている[注釈 2]。また、ミキシングは、3rdアルバム『Chaotic Beauty』以降、フィンヴォックス・スタジオで行われており、ミッコ・カルミラが担当している。マスタリングも、2ndアルバム『Vilda Mannu』以降、フィンヴォックス・スタジオで行われており、主にミカ・ユッシーラがエンジニアとして起用されている[注釈 3]。
- 2002年にライブツアーの疲れを原因に活動を停止（事実上解散）した経験からか、ライブを行う回数が非常に少なく、2001年から活動休止期間を挟んで2008年までに行ったライブの数はわずか4本であった[8]。2009年以降は、幾分ライブ本数が増加しつつあり、ロシアや中国でもライヴを行っている[8]。

## メンバー

### 解散時のメンバー
- アルッティ・ヴェテレイネン (Altti Veteläinen) - ボーカル・ベース (1991年 - 1992年、1993年 - 1994年、1996年 - 2002年、2005年 - 2024年)

最初期 (1991年 - 1992年)はギター専任。後にベース専任となり、モシントン・D.C.以降は、ボーカル兼ベースとなった。
カルマ、フォー・マイ・ペインでも活動。
- ヤルモ・クルマネン (Jarmo Kylmänen) - クリーンボーカル (2008年 - 2024年)

ゲストメンバーとして、2005年からアルバムに参加。2008年より正式加入となった。
- リスト・ルース (Risto Ruuth) - リードギター (2005年 - 2009年、2018年 - 2024年)
- ヤルモ・プオラカナホ (Jarmo Puolakanaho) - ギター (1991年 - 1992年、1993年 - 1994年、1996年 - 2002年、2005年 - 2024年)

最初期 (1991年 - 1992年)はボーカル兼任。キーボーディスト及びドラマー不在時(1994年 - 1999年)には、オッリ＝ペッカ・トッロと共にキーボード及びドラムマシンのプログラミングも行っていた。
- ヤンネ・トルサ (Janne Tolsa) - キーボード (2005年 - 2024年)

タロット、ヴァーチュオシティ、Turmion Katilotでも活動。
- ユホ・ラーッパナ (Juho Raappana) - ドラム (2008年 - 2024年)

カタメニアでも活動。

### 元メンバー
- ミッコ・コムライネン (Mikko Komulainen) - ボーカル (1992年)

アンドロメダ時代のみの在籍。
- オッリ＝ペッカ・トッロ (Olli-Pekka Törrö) - ギター (1992年、1993年 - 1994年、1996年 - 1999年)

キーボーディスト及びドラマー不在時(1994年 - 1999年)には、ヤルモ・プオラカナホと共にキーボード及びドラムマシンのプログラミングも行っていた。
フォー・マイ・ペインで活動。
- アンティ＝マッティ・"アンツァ"・タラーラ (Antti-Matti "Antza" Talala) - リードギター (1999年 - 2000年)

フォー・マイ・ペイン、ソウルレリック、カルマ、トゥ／ダイ／フォーで活動。
- アンティ・コッコ (Antti Kokko) - リードギター (2000年 - 2002年)

カルマで活動。
- ミカ・ランマサーリ (Mika Lammassaari) - リードギター (2009年 - 2018年)

Mors Subitaでも活動。
- パシ・ヒルトゥラ (Pasi Hiltula) - キーボード (1999年 - 2002年)

カルマ、Scenery channelで活動。脱退後も、ライヴにヘルプとして参加したことがある。
- ペトリ・サンカラ (Petri Sankala) - ドラム (1992年、1999年 - 2008年)

バンド最初期のアンドロメダ時代に在籍していたが、1993年の活動再開時には参加せず、1999年になってからの復帰となった。
カルマ、フォー・マイ・ペインで活動。

## ディスコグラフィ

### エターナル・ティアーズ・オヴ・ソロウ名義
- 1994年 The Seven Goddesses of Frost (デモ)
- 1994年 Bard's Burial (デモ)
- 1997年 Sinner's Serenade
- 1998年 Vilda Mannu
- 2000年 Chaotic Beauty
- 2001年 Last One For Life (シングル)
- 2001年 A Virgin and a Whore
- 2006年 Before the Bleeding Sun
- 2009年 Tears of Autumn Rain (シングル)
- 2009年 Children of the Dark Waters
- 2013年 Saivon Lapsi

### モシントン・D.C.名義
- 1993年 Beyond the Fantasy (デモ)

### アンドロメダ名義
- 1992年 The Fourth Dimension (デモ)

## 来日公演
- 2016年
  - 8月27日 - FANJ twice (大阪/心斎橋）
  - 8月28日 - Holiday Shinjuku (東京/新宿）